# Sonia Puente
Sonia Puente Landázuri (Gijón, 31 de octubre de 1971) es una arquitecta y urbanista española especializada en regeneración urbana y arquitectura sostenible. Fue la primera mujer decana del Colegio Oficial de Arquitectos de Asturias entre 2016 y 2019.

## Trayectoria
Puente Landázuri nació en Gijón, estudió arquitectura en la Universidad de La Coruña y el doctorado en la Universidad Europea de Madrid. Desde que obtuvo la titulación de arquitecta urbanista en 1999 trabajó como profesional independiente.
Trabaja como profesional independiente especializada en arquitectura sostenible y regeneración urbana incorporando parámetros de inclusión, género e igualdad de oportunidades en el diseño de la arquitectura, las ciudades y las organizaciones humanas. Desarrolla trabajos en el ámbito de los Objetivos de Desarrollo Sostenible así como la rehabilitación, renovación y regeneración urbanas con el enfoque del reciclaje, la reutilización sobre la base de las arquitecturas en un entorno medioambiental saludable y sostenible. Ha colaborado en trabajos de proyectos urbanos tanto desde la empresa pública como desde la empresa privada en áreas de gestión, de planificación de planes y proyectos, así como en obras de urbanización y edificación.
Además trabaja en la empresa Sogepsa, de la que solicitó una excelencia en 2016 cuando salió elegida decana del Colegio Oficial de Arquitectos de Asturias, la primera mujer decana en este Colegio profesional. En Sogepsa, una empresa público privada que gestiona suelo, Puente Landázuri es responsable de Planeamiento urbanístico y Agenda 2030. Como decana del Colegio de Arquitectos de Asturias promovió nuevos campos de actividad para la arquitectura así como la participación colegial durante su mandato entre los años 2016 y 2019, periodo en el que también fue consejera del CSCAE, el Consejo Superior de los Colegios de Arquitectos de España.
Puente Landázuri es directora general de Ordenación del Territorio y Urbanismo desde octubre de 2020 en la consejería del Principado de Asturias.